# Turzyca krótkokłosa
Turzyca krótkokłosa (Carex brachystachys Schrank) – gatunek byliny z rodziny ciborowatych. Występuje w górach zachodniej i środkowej Europy od Hiszpanii po Polskę i Rumunię. W Polsce rośnie tylko w Tatrach i Pieninach.

## Morfologia
PokrójRoślina kępkowa. Nie wytwarza rozłogów.
ŁodygaWzniesiona, gładka, o wysokości 15–30 cm.
LiściePochwy liściowe czerwonawe. Liście krótsze od łodygi, nitkowate, miękkie.
KwiatyZebrane w kłosy długości 1,5–2 cm. Na jednej łodydze występuje 1 szczytowy kłos męski i 2-3 kłosy żeńskie. Kłos męski jest bardzo wąski. Kłosy żeńskie zwisają na nitkowatych szypułkach. Przysadki są brunatne, zielone na grzbiecie, orzęsione na brzegu. Pęcherzyki są podłużnie lancetowate (trzy razy dłuższe niż szersze), gładkie, o długości 3,5–4 mm (dwa razy dłuższe od przysadek), stopniowo wyciągnięte w dzióbek. Słupek z 3 znamionami.

## Biologia i ekologia
Bylina, hemikryptofit. Rośnie na skałach wapiennych. Kwitnie w czerwcu. 

## Zagrożenia i ochrona
Gatunek umieszczony na Czerwonej liście roślin i grzybów Polski w kategorii R (rzadki - potencjalnie zagrożony).